# Beretka dla Bejdaka
Beretka dla Bejdaka – album Starego Dobrego Małżeństwa wydany w 2004 roku.

## Lista utworów
1. Makatka z płonącego domu
2. Makatka rodzinna
3. Wujek Kazek
4. Szarak w beretce
5. Makatka dla pani od angielskiego
6. Tymbark
7. Pod wieczór
8. Modlitwa rozwieszona między gwiazdami
9. Bieszczady 2003
10. Bejdak
11. Trójkąt opatrzności
12. Makatka dla Janka Rybowicza
13. Makatka z sadu
14. Kosmiczny szept
15. Prosto od serca

W nagraniu płyty brał gościnnie udział chór Viribus Unitis z Turku (wielkopolskie).